# Maximilian de Angelis
Maximilian de Angelis, född 2 oktober 1889 i Budapest i Ungern, död 6 december 1974 i Graz i Österrike, var en österrikisk generalmajor (1938) och tysk  general i artilleriet (1943). Han tilldelades Riddarkorset med eklöv i november 1943.

## Bakgrund
de Angelis föddes i en officersfamilj och påbörjade själv sin militära karriär 1910. Han tjänstgjorde inom fältartilleriet och deltog i första världskriget. Han kom i italiensk krigsfångenskap 1918 och frisläpptes året efter. Därefter fortsatte han sin militära karriär i österrikiska Bundesheer. 
Under 1930-talet verkade Maximilian de Angelis som instruktör vid en militärskola och hade även stabstjänster. Under denna tid utvecklades hans politiska intresse och han blev ledare för den olagliga organisationen Nationalsozialistischen Soldatenringes (NSR), något som dock inte påverkade hans militära karriär. Efter den tyska annekteringen av Österrike, Anschluss, den 13 mars 1938 fick de Angelis en politisk roll och verkade för sammanslagningen av Bundersheer och tyska Wehrmacht. 
Den 1 juli 1938 fick de Angelis en stabstjänst i ett tyskt infanteriregemente. I augusti samma år ställdes han till OKH:s förfogande och inspekterade bland annat artilleriet innan han i november utnämndes till Artillerie-Kommandeur XV och därmed kårartilleribefälhavare inom XV. Armeekorps. Sommaren 1939 förflyttades han till staben för Heeresgruppen-Kommando 3 och vid mobiliseringen den 26 augusti fick han befälet över 76. Infanterie-Division.
Divisionen gjorde sin första insats i andra världskriget vid västfronten där den bemannade Siegfriedlinjen. de Angelis ledde sedan divisionen under slaget om Frankrike 1940. Efter fälttåget förlades han och hans division till Polen och sedan till Rumänien, varifrån den sommaren 1941 deltog i den tyska invasionen av Sovjetunionen, operation Barbarossa. de Angelis ledde divisionen genom Ukraina och erhöll den 9 februari 1942 Riddarkorset. Två veckor tidigare hade de Angelis blivit kårbefälhavare när han tog över XXXXIV. Armeekorps, som också var förlagd till den södra delen av östfronten. 
Under den tyska sommaroffensiven 1942, Operation Blå, ledde de Angelis sin kår ner mot Kaukasus. Kåren utkämpade defensiva strider i Kubanbrohuvudet innan den hösten 1943 stred i Ukraina. Den 12 november belönades de Angelis med eklöven till sitt riddarkors. I slutet av november fick han tillfälligt befälet över den armé, 6. Armee, som hans kår tillhörde. Efter en månad återtog han befälet över sin kår för att sedan i april 1944 på nytt få befälet över 6. Armee. På sommaren fick de Angelis befälet över 2. Panzerarmee och kom att leda den resten av kriget. 
2. Panzerarmee var förlagd på Balkan och bekämpade partisaner i området mellan Rijeka och Valona längs med kusten mot Adriatiska havet. När de sovjetiska styrkorna ryckte allt närmre sattes de Angelis armé in för att bekämpa dem. Armén retirerade in i Österrike och kapitulerade slutligen till amerikanska förband. 
de Angelis var i amerikansk fångenskap maj 1945 – april 1946 då han överlämnades till jugoslaviska myndigheter, som dömde honom till 20 års fängelse. I mars 1949 överlämnades han till sovjetiska myndigheter och dömdes till 25 års fängelse, men frigavs i oktober 1955.

## Befäl
- 76. Infanterie-Division september 1939 – januari 1942
- XXXXIV. Armeekorps januari 1942 – april 1944
- 2. Panzerarmee juli 1944 – maj 1945.

## Befordringar
- Leutnant – 18 augusti 1910
- Oberleutnant – 1 augusti 1914
- Hauptmann – 1 maj 1917
- Major (Titel) – 1 januari 1921
- Stabs-Hauptmann – 1 mars 1923
- Major – 1 november 1926
- Oberstleutnant – 15 januari 1929
- Oberst – 28 juni 1933
- Generalmajor – 13 mars 1938
- Generalleutnant – (1 juni) 1 augusti 1940
- General der Artillerie – 1 mars 1942

## Utmärkelser

### Andra världskriget
- Järnkorset av andra klass – 13 maj 1940
- Järnkorset av första klass – 1 juni 1940
- Riddarkorset – 9 februari 1942
  - Med eklöven – 12 november 1943
- Östfrontsmedaljen
- Mikael den tappres orden av tredje klassen – 19 september 1941